# Takeaki Ayabe
Takeaki Ayabe (jap. 綾部 勇成, Ayabe Takeaki; * 5. September 1980) ist ein japanischer Straßenradrennfahrer.
Takeaki Ayabe begann seine Karriere 2005 bei dem japanischen Continental Team Miyata-Subaru. Seit 2006 fährt er für das Aisan Racing Team. 2007 wurde er Neunter in der Gesamtwertung der Tour of Hong Kong Shanghai. In der Saison 2009 belegte Ayabe jeweils den achten Gesamtplatz bei der Tour of East Java und bei der Tour de Hokkaidō. Ein Jahr später schaffte er es auf den vierten Platz bei der Tour de Hokkaido und er wurde Gesamtachter bei der Tour de Taiwan. 2011 gewann Ayabe die vierte Etappe bei der Tour de Langkawi und übernahm für einen Tag die Gesamtführung.

## Erfolge
2011
- eine Etappe Tour de Langkawi

## Teams
- 2005 Miyata-Subaru
- 2006 Aisan Racing
- 2007 Aisan Racing Team
- 2008 Aisan Racing Team
- 2009 Aisan Racing Team
- 2010 Aisan Racing Team
- 2011 Aisan Racing Team
- 2012 Aisan Racing Team